# 柳毅井及碑
柳毅井及碑，位于江苏省苏州市吴中区东山镇东北部莫厘村翁巷，在席家湖启园畔，距太湖不足200米。相传《柳毅传书》的柳毅从此井进入龙宫。柳毅井深4.5米，在南宋已见于记载。井后石碑，係“正德五年四月六日，少傅王鏊”题写。1987年柳毅井栏及王鏊书碑纳入启园。。1986年3月25日，柳毅井及碑公布为吴县文物保护单位，已转为苏州市文物保护单位。